# 吉普尼
吉普尼是菲律宾国最流行的公共交通工具。它们以其拥挤的座位和媚俗的装饰而闻名，这也使它们成为菲国文化与艺术的主要标志。正如纽约的黄色出租车和伦敦的地铁，菲律宾以吉普尼作为最广泛使用的交通形式，一架名为“Sarao”的吉普尼于1964年的纽约世博会上作为菲律宾的形象代言人出现在该国的展厅里。
吉普尼最初是从美军在二战后留下的吉普汽车改造制成的。“吉普尼（Jeepney）一词来自“吉普”（Jeep）与“吉特尼”（Jitney，即“合乘计程车”）两者的结合，“吉特尼”是一种获得特许经营权的小型巴士，它可以灵活安排时间按照一条固定的路线运载乘客。虽然多数吉普尼被用作公共交通工具，却仍有少数吉普尼是私人的，这些车子会在尾部的车厢贴上“家庭专用”或“私人专用”的标签以警示乘客。吉普尼很少被商业化或组织性使用。

## 历史

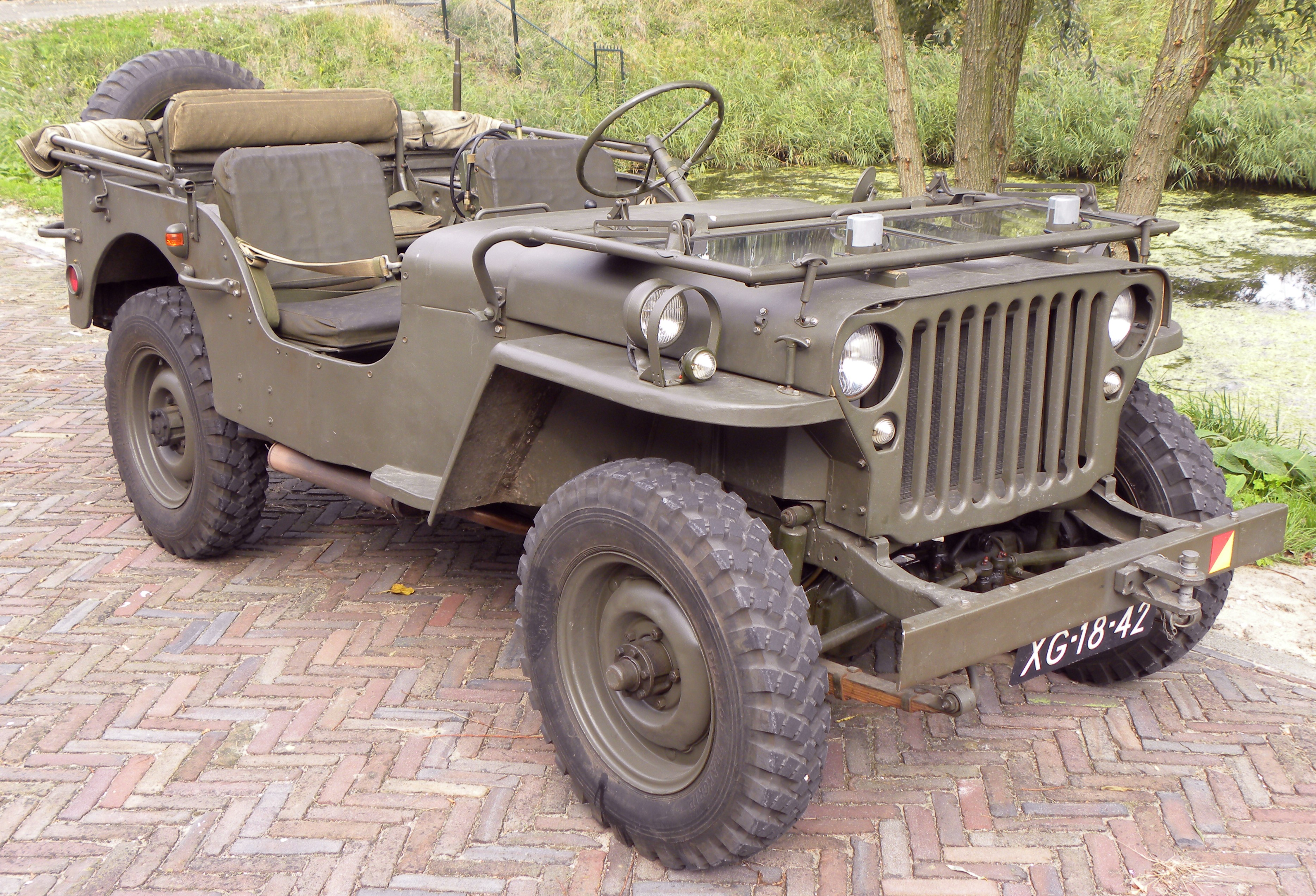
一款1943年的威利斯吉普车，它是吉普尼汽车设计的基础。

在二次大战时，当美军将要在二战结束后离开菲律宾的时候，美军数百辆吉普车，被卖给了菲律宾人。之后吉普车被当地人拆除和改装：为了遮荫，他们加上了金属的车顶；他们用彩色的镀铬饰品装饰车棚和车身的两侧；为了容纳更多乘客，他们把车座改成了两条平行的坐凳，乘客们能够相对而望。随着后续改造的不断进行，吉普尼的大小和长度以及乘客的容纳量都增加了。
这些被认作是“乘客型”的吉普车，而那些没有继续扩大且保持了原来的座位形式的吉普车，则成了“车主型”的非商业运用的吉普车。
最初的吉普尼来自更新和翻修了的威利斯、福特汽车公司的军用吉普车。如今，人们使用其他的引擎来生产吉普尼，其中有一部分产品来自日本。
吉普尼迅速在二战的废墟上崛起，成为流行且富有创意的廉价公运体系。当政府人员意识到这类交通工具的广泛使用后，他们开始规范吉普尼的使用。如今，司机必须要有专门的驾照以及固定的线路、合理的费用等。